# Юникредит банк
ЮниКредит Банк — советский и российский коммерческий банк, один из крупнейших в стране. Полное наименование банка — Акционерное общество «ЮниКредит Банк». Головной офис находится в Москве. Включён Банком России в перечень системно значимых кредитных организаций.

## История
Банк основан 19 октября 1989 году как Международный Московский банк (один из старейших коммерческих банков России). Акционерами банка являлись Внешэкономбанк СССР (20 %), Промстройбанк СССР (10 %), Сбербанк СССР (10 %), а также пять международных
банков — Bayerische Vereinsbank AG, Creditanstalt-Bankverein, Banka Commerciale Italiana, Credit Lyonnais и en:Kansallis-Osake-Pankki), каждому из которых принадлежало по 12 %. Стал первым в СССР банком с преобладающим участием иностранного капитала.
В 1991 году банк получил Генеральную лицензию № 1 Банка России на осуществление банковских операций в рублях и иностранной валюте. Первым среди российских негосударственных банков начал операции на международных финансовых рынках.
В 2001 году объединился с банком «Австрия Кредитанштальт» (Россия), дочерней структурой банка «Австрия Кредитанштальт» (Вена, Австрия). Объединенный банк сохранил название Международный Московский Банк.
После слияния Группы UniCredit и Группы HVB в 2005 году UniCredit вошла в число акционеров банка.
В мае 2013 года банк объединил сеть собственных банкоматов с сетью банкоматов «Райффайзенбанка».
24 декабря 2014 года банком были получены зарегистрированные в Центральном банке Российской Федерации Изменения № 1 в Устав Банка, в соответствии с которыми банк сменил название на Акционерное общество «ЮниКредит Банк» (АО ЮниКредит Банк). Банку была выдана Генеральная лицензия № 1 на осуществление банковских операций от 22 декабря 2014 года.
В марте 2019 года «Юникредит банк» возглавил список самых надежных банков России по версии Forbes.
В феврале 2022 года рейтинговое агентство S&P понизило рейтинг банка с BBB- до BB+, в марте руководство группы «Юникредит» заявило, что рассматривает варианты завершения деятельности в России из-за возросших рисков.
В мае 2024 года Арбитражный суд Санкт-Петербурга и Ленинградской области арестовал российские активы АО «ЮниКредит Банк» и UniCredit Bank AG на общую сумму 462 млн евро. Арест произведен в качестве обеспечительной меры по иску ООО «Русхимальянс». Банк выступал одним из гарантов строительства газотерминала под Усть-Лугой, которое было остановлено из-за санкций.

### Названия банка
Основной источник:
- 19.10.1989 — 14.11.1996 : Международный Московский Банк.
- 14.11.1996 — 21.03.2002 : полное наименование на русском языке — Закрытое акционерное общество «Международный московский банк», сокращенное наименование на русском языке — Международный Московский Банк, полное наименование на английском языке — Closed Joint Stock Company International Moscow Bank, сокращенное наименование на английском языке — International Moscow Bank.
- 22.03.2002 — 20.04.2005 : сокращенное наименование на русском языке — ЗАО «Международный московский банк», сокращенное наименование на английском языке — CJSC International Moscow Bank.
- 21.04.2005 — 18.10.2007 : сокращенное наименование на русском языке — ЗАО ММБ, сокращенное наименование на английском языке — CJSC IMB.
- 19.10.2007 — 29.09.2014 : полное наименование на русском языке — Закрытое акционерное общество «ЮниКредит Банк», сокращенное наименование на русском языке — ЗАО «ЮниКредит Банк», полное наименование на английском языке — Closed Joint Stock Company UniCredit Bank, сокращенное наименование на английском языке — CJSC UniCredit Bank.
- 30.10.2014 : полное наименование на русском языке — Акционерное общество «ЮниКредит Банк», сокращенное наименование на русском языке — АО ЮниКредит Банк, полное наименование на английском языке — Joint Stock Company UniCredit Bank, сокращенное наименование на английском языке — JSC UniCredit Bank.

## Собственники
До октября 2016 года 100 % голосующих акций банка принадлежали UniCredit Bank Austria AG (Вена, Австрия) входящему в состав итальянской группы UniCredit.
В октябре 2016 года в рамках реорганизации деятельности группы «Юникредит» в Центральной и Восточной Европе (ЦВЕ) произошла смена единственного акционера банка на UniCredit S.p.A. После завершения реорганизации UniCredit Bank Austria AG перестал выполнять роль субхолдинговой компании, отвечающей за деятельность группы «Юникредит» в ЦВЕ, и продолжил свою деятельность в группе в качестве Австрийского коммерческого банка.

## Руководство
Председатель правления — К. О. Жуков-Емельянов.

## Деятельность

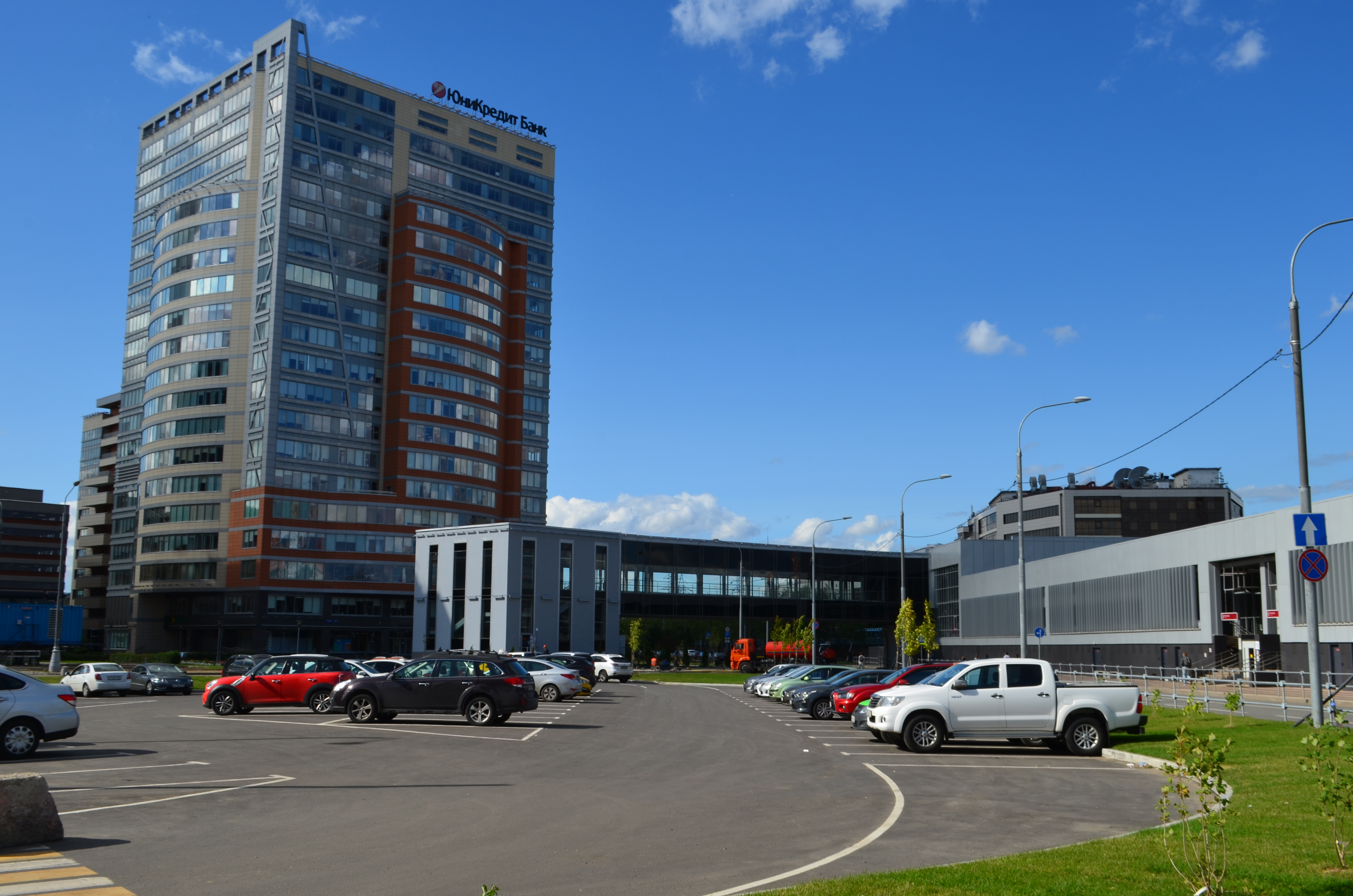
Здание Юникредит банка в Москве в IT-квартале «Nagatino i-Land»

АО «ЮниКредит Банк» имеет генеральную лицензию на осуществление банковских операций № 1. Банк специализируется на обслуживании корпоративных и частных клиентов, корпоративном финансировании и казначейских операциях. Основной акцент делается на кредитование малых и средних предприятий; менее активно развивается сфера розничных услуг. По состоянию на весну 2011 года у банка было 106 подразделений в России и представительство в Белоруссии, свыше 985 тысяч клиентов-физических лиц
и более 22,6 тысяч клиентов-юридических лиц.

### Показатели деятельности
В 2010 году доля банка на российском рынке кредитования составляла 2,18 %, на рынке депозитов — 1,36 %. Численность персонала на весну 2011 года — 3,7 тысяч человек.
По итогам 2011 года финансовые показатели в соответствии с международными стандартами финансовой отчетности (МСФО) составляли: чистая прибыль — 15,79 млрд рублей (+56,39 % по отношению к результатам 2010 года); активы — 771,98 млрд рублей (+34,26 % по отношению к результатам 2010 года); капитал — 88,31 млрд рублей (+26,59 % по отношению к результатам 2010 года); кредиты клиентам — 472,70 млрд рублей (+22,39 % по отношению к результатам 2010 года); средства клиентов — 462,92 млрд рублей (+40,10 % по отношению к результатам 2010 года).

### Рейтинги
- АКРА — кредитный рейтинг «AAA(RU)», прогноз «стабильный». Присвоен в 2017 году, ежегодно подтверждается на том же уровне (2018-2025) [16].
- Эксперт РА — кредитный рейтинг «ruAAA», прогноз «стабильный». Присвоен в 2018 году, ежегодно подтверждается на том же уровне (2019-2025) [17].